# MF1レーシング
MF1レーシング (MF1 Racing) は2006年のみF1に参戦していたコンストラクター。「MF1」とは「ミッドランドF1 (Midland F1)」の略称。イギリスに本拠を置くが、チームの国籍登録はロシアであった。

## 略歴
ロシア生まれのユダヤ系カナダ人、アレックス・シュナイダーが率いる投資会社のミッドランドグループが運営していたチーム。当初は2006年シーズンを目標に新規参入を計画していたが、1年前倒しで2005年1月24日にジョーダンを買収し参入を果たした。

### 2005年
2005年は、コンストラクター登録期限の関係で「ジョーダン・トヨタ」として参戦。車体はジョーダンが開発していた車両を引き継ぎつつ、イタリアのダラーラ社との共同開発を行っていたものの、テクニカルディレクターのゲイリー・アンダーソンが年度途中に離脱した頃から協調関係が崩れ開発が頓挫、チームの士気も低下した。

### 2006年
2006年からは、正式に「MF1レーシング」チームとして参戦したものの、車体は前年のジョーダン・EJ15BをアップデートしたM16（実質的に2年落ち）であり成績は低迷した。オーナーのアレックス・シュナイダーもチーム経営に意欲を失ったとも伝えられ、同年中に、スパイカーに買収されることが発表された。
チームは2007年より「スパイカーF1」として再スタートしている。

### 戦績
| 年   | シャーシー        | エンジン          | タイヤ | ドライバー               | 1   | 2   | 3   | 4   | 5   | 6   | 7   | 8   | 9   | 10  | 11  | 12  | 13  | 14  | 15   | 16   | 17   | 18  | ポイント | ランキング |
| ---- | ----------------- | ----------------- | ------ | ------------------------ | --- | --- | --- | --- | --- | --- | --- | --- | --- | --- | --- | --- | --- | --- | ---- | ---- | ---- | --- | -------- | ---------- |
| 2006 | ミッドランド・M16 | トヨタ・RVX-06 V8 | B      |                          | BHR | MAL | AUS | SMR | EUR | ESP | MON | GBR | CAN | USA | FRA | GER | HUN | TUR | ITA  | CHN  | JPN  | BRA | 0        | 10位       |
| 2006 | ミッドランド・M16 | トヨタ・RVX-06 V8 | B      | ティアゴ・モンテイロ     | 17  | 13  | Ret | 16  | 12  | 16  | 15  | 16  | 14  | Ret | Ret | DSQ | 9   | Ret | Ret* | Ret* | 16*  | 15* | 0        | 10位       |
| 2006 | ミッドランド・M16 | トヨタ・RVX-06 V8 | B      | クリスチャン・アルバース | Ret | 12  | 11  | Ret | 13  | Ret | 12  | 15  | Ret | Ret | 15  | DSQ | 10  | Ret | 17*  | 15*  | Ret* | 14* | 0        | 10位       |